# Khargāpur
Khargāpur är en ort i Indien.   Den ligger i distriktet Tīkamgarh och delstaten Madhya Pradesh, i den centrala delen av landet, 500 km söder om huvudstaden New Delhi. Khargāpur ligger 304 meter över havet och antalet invånare är 13 506.
Terrängen runt Khargāpur är platt. Runt Khargāpur är det ganska tätbefolkat, med 222 invånare per kvadratkilometer. Khargāpur är det största samhället i trakten. Trakten runt Khargāpur består till största delen av jordbruksmark.